# 1-Naphtol
1-Naphtol hay α-naphtol là chất rắn dạng tinh thể không màu, có công thức C10H7OH. Chất này là đồng phân của 2-naphtol, khác nhau bởi vị trí của nhóm hydroxyl trên naphthalen. Các chất naphtol là naphtalen tương ứng của phenol, với nhóm hydroxyl có hoạt tính cao hơn của phenol. Cả hai đồng phân naphtol tan được trong rượu đơn, ether và chloroform. Chúng được sử dụng trong công nghiệp sản xuất thuốc nhuộm và các chất hữu cơ tổng hợp.
1-Naphtol là chất chuyển hóa (dẫn xuất) của thuốc trừ sâu carbaryl và naphtalen. Cùng với TCPy, 1-naphtol làm giảm mức testosteron ở đàn ông trưởng thành.